# Leyton
Leyton – miasto Londynu, leżąca w gminie London Borough of Waltham Forest.
W 2011 miasto liczyło 14184 mieszkańców. W 1975 roku został założony zespół heavymetalowy Iron Maiden